# バレンシア空港
バレンシア空港(スペイン語: Aeropuerto de Valencia, (IATA: VLC, ICAO: LEVC))は、スペイン・バレンシア州の州都バレンシア近郊にある空港。
スペインでは8番目に多くの乗客が利用しており、所在地名よりマニセス (Manises) 空港とも呼ばれているが、同州にある空港としては南部にあるアリカンテ空港のほうが利用者が多い。3,215mの滑走路1本を有している。
バレンシア中心部の西方8kmに位置しており、バレンシア地下鉄により市内中心部と結ばれている。

## 就航会社と就航地
アリタリア航空 - ローマ・フィウミチーノ

 イージージェット - ロンドン・ガトウィック

 イベリア航空 - ビルバオ、グラン・カナリア、イビサ、マドリード、マラガ、パルマ・デ・マヨルカ、セビリア、テネリフェ・ノルテ、メノルカ

 ルフトハンザドイツ航空 - フランクフルト、ミュンヘン

 ロイヤル・エア・モロッコ - カサブランカ

 ライアンエアー - パリ・ボーヴェ、ベルガモ、ボローニャ、ブリュッセル、ブリュッセル・サウスシャルルロワ、グラン・カナリア、フランクフルト・ハーン、イビサ、ロンドン・スタンステッド、パルマ・デ・マヨルカ、ピサ、チャンピーノ・ローマ、サンティアゴ・デ・コンポステーラ、セビリア、テネリフェ・スール、トレヴィーゾ、ヴェーツェ

 スイス インターナショナル エアラインズ - チューリッヒ

 ターキッシュ エアラインズ - イスタンブール

 ウィズエアー - ブカレスト、クルジュ＝ナポカ、ソフィア、ティミショアラ

など